# 呉光鮮
呉 光鮮（オ・グァンソン、吳光鮮、오광선）は、日本統治時代の朝鮮の独立運動家、大韓民国の軍人。

## 経歴
1896年5月、京畿道龍仁に生まれる。満州に渡り新興武官学校を卒業。独立軍に参加し、西路軍政署の第1大隊中隊長、新興武官学校教官、別動隊長、警備隊長を歴任した。1933年2月、中央陸軍軍官学校洛陽分校韓人特別班教官。1937年1月、北京で日本の警察に逮捕され3年間服役した。釈放後は再び満州で活動した。終戦後は光復軍国内支隊長。1946年1月、陸海空軍出身同志会訓練部長。1947年、大同青年会訓練院長。
1949年、陸軍士官学校第8期特別第1次任官、任大領（軍番12441番）、護国軍第101旅団長。1949年、ソウル兵事区司令官。朝鮮戦争では、江原道地区兵事区司令官兼戒厳民事部長（1950年）、忠清南道地区兵事区司令官、済州地区兵事区司令官（1952年2月）、韓国勤務団第100師団長（1953年1月） を歴任した。休戦後は大田地区衛戍司令官、全羅北道地区兵事区司令官を歴任。1956年7月、予備役編入。
1962年、建国勲章独立章受章。
2015年5月、戦争記念館が「5月の護国人物」に選定。